# Spodoptera frugiperda
Spodoptera frugiperda (лат., Кукурузная лиственная совка или Совка кукурузная листовая) — вид чешуекрылых, гусеницы которого являются вредителем распространенных сельскохозяйственных растений, в частности, кукурузы.

## Описание
Бабочки с размахом крыльев 32—40 мм, передние крылья самцов — серые и коричневые, задние крылья имеют радужную серебристо-белую окраску у самцов и самок. Внешний вид бабочек схож с родственными видами Spodoptera exempta и Spodoptera littoralis. Окукливание происходит в почве. Взрослые бабочки способны преодолевать за ночь расстояние, превышающее 100 километров.
Для борьбы с вредителем на территории Северной и Южной Америки применяются современные пестициды и генетически-модифицированные виды растений.
С 2015—2016 годов Spodoptera frugiperda распространяется в странах тропической Африки. Вид представляет значительную угрозу, ситуация осложняется низким уровнем использования пестицидов в этих странах. Исходный ареал этого вида — Северная и Южная Америка.